# Сасыкино
Сасы́кино — село в Шиловском районе Рязанской области в составе Ибредского сельского поселения.

## Географическое положение
Село Сасыкино расположено на Окско-Донской равнине на реке Ибреда в 8,5 км к юго-западу от пгт Шилово. Расстояние от села до районного центра Шилово по автодороге — 11 км.
На южной окраине села расположено озеро Красивое, к северо-западу и северу — пруд, небольшой лесной массив и аэродром «Крутицы», к востоку и северо-востоку — отстойники завода ООО «Астон Крахмало-Продукты». Ближайшие населенные пункты — деревня Ибредь, села Сановка и Желудево.

## Население
| 1859 | 1897  | 1906  | 2010  |
| ---- | ----- | ----- | ----- |
| 2378 | ↗3223 | ↗3377 | ↘1218 |

По данным переписи населения 2010 г. в селе Сасыкино постоянно проживают 1218 чел. (в 1992 г. — 704 чел.).

## Происхождение названия
По преданию, село Сасыкино основано татарином Сасыкой, откуда и происходит его название. Близ села в древности находился пруд Лосариха, названный так потому, что во время охоты в болота по его окрестностям загоняли лосей.

## История
Впервые село Сасыкино упоминается в жалованной грамоте царя Михаила Федоровича Василию Семеновичу Головину за 1622 г., как о том свидетельствуют писцовые книги 1629—1630 гг., где содержится такое его описание: 
«Село Сасыкино, на реке на Ибре, за Василием Семеновым сыном Головиным по государевой жалованной грамоте 130 (1622) года, а в селе церковь во имя Николы Чудотворца древена клетцки, а в церкве образы и книги и ризы и всякое церковное строение мирское и попово, а у церкви на погосте: двор поп Михайло, двор поп Федор, двор дьячок Аничко Михайлов, двор пономарь Мирон Овдокимов, двор просвирница Анница да 4 кельи, а в них живут нищие — питаютца о церкви Божии. Пашни церковные добрые земли 15 четвертей в поле, а в дву потомуж, сена по речке по Иберди 10 копен, лесу непашеннаго 5 десятин. В селе: двор вотчинников, а в нем дворник Федка Сидоров, двор прикащик Демидко Иванов, да задворные люди — 4 двора, крестьянских 15 дворов, людей в них 50 человек, 20 дворов бобыльских, людей в них 69 человек, 19 дворов пустых».
Согласно окладным книгам 1676 г. при Никольской церкви в селе Сасыкино церковной земли показано то же количество, какое значится в писцовых книгах, а в приходе 
«двор вотчинников, да крестьянских 70 дворов, бобыльских 14 дворов».
В ведомости о количестве церквей по Рязанской епархии за 1736 г. при Никольской церкви показано 95 приходских дворов и 15 четвертей земли.
В августе 1750 г. указом Мануфактур-коллегии коллежскому асессору А. Еропкину было разрешено завести в его имении в селе Сасыкино «парусную, коломянковую и простых полотен фабрику», причем в собственном его «доме, с использованием крепостных и дворовых людей». Но проработала эта небольшая фабрика недолго.
23 июня 1779 г. старинная деревянная Никольская церковь с приделом во имя святых мучеников Флора и Лавра в селе Сасыкино «часа в 2 ночи сгорела до тла с всею утварью, кроме евангелия, потира, да образа Николая Чудотворца», которые были вынесены из храма; при этом погибли 2 человека. Вследствие этого Рязанская Духовная консистория распорядилась провести расследование, «каким точно случаем и от чьего небрежения оная церковь сгорела», но причина пожара осталась неизвестной.
В мае 1780 г. иерей Константин Севостьянов с прихожанами села Сасыкино испрашивал у преосвященного Симона (Лагова) дозволения на строительство новой деревянной церкви вместо сгоревшей, «в тож храмонаименование Николая Чудотворца, отступя от прежняго кладбища на 1 сажень», на что 3 июня того же года ему была выдана храмозданная грамота с условием, чтобы придел в честь Флора и Лавра был устроен теплым. Новый деревянный Никольский храм был построен и освящен в марте 1781 г.
Во второй половине XVIII — первой половине XIX вв. село Сасыкино принадлежало дворянам Полторацким и Колеминым. Елизавета Дмитриевна Полторацкая, дочь статского советника Дмитрия Марковича Полторацкого, вышла замуж за действительного статского советника Николая Ивановича Шредера (1780+1849 гг.). В 1824—1828 гг. Н. И. Шредер занимал должность губернатора Рязанского, а выйдя в 1828 г. в отставку, подолгу жил в селе Сасыкино, где по доверенности супруги основал суконную фабрику с использованием труда крепостных крестьян. Фабрика размещалась в трех корпусах, имела 70 станков и производила армейское сукно. Здесь же, в Сасыкино, Н. И. Шредер и скончался 19 мая 1849 г. от апоплексического удара (инсульта).

По 10-й ревизии 1858 г. в селе Сасыкино насчитывалось 276 дворов, в коих проживало 2300 душ крестьян обоего пола, в том числе 1122 мужчины; за селом числилось 280 десятин усадебной и свыше 1400 десятин пахотной земли. Суконная фабрика Шредеров еще некоторое время процветала. В ведомости за 1858 г. значится:  
«Сукна выделываются на оной фабрике из русской белой и черной шерсти в суровом виде шириной каждая половинка 48 аршин, стоящая 25 рублей серебром. Таких половин в 1858 г. было выработано 500, на сумму 12500 рублей серебром. Мастеровых на фабрике работало 245 человек из крестьян г-жи Шредер. Имелось 572 аппарата, из них один полуторный, при оных — трепальная машина. Машины действуют лошадьми. На фабрике употребляются материалы: шерсть русская, масло конопное, сало свиное и гусиное и клей. Означенные материалы покупаются в разных внутренних местах Российской империи». 
Однако после отмены крепостного права в 1861 г. суконная фабрика Шредеров, основанная на труде крепостных крестьян, пришла в упадок и в конце XIX в. была закрыта.
В 1875 г. в Сасыкино была открыта земская приходская школа. К 1891 г., по данным И. В. Добролюбова, в селе Сасыкино насчитывалось 387 дворов, в коих проживало 1514 душ мужского и 1566 душ женского пола, в том числе грамотных — 435 мужчин и 80 женщин.
По данным переписи 1897 г. в селе Сасыкино Желудевской волости Спасского уезда насчитывалось 464 двора, в коих проживало 3169 жителей. В селе имелись винокуренный и кирпичный заводы, паровая мельница, красильня, крупорушка, столярная мастерская, 2 мелочные, винная, мясная и частная лавки, пожарная каланча, 4279 плодовых деревьев, 28 колод пчел, много колодцев с хорошей водой.
К 1905 г. в селе Сасыкино насчитывалось 477 дворов, проживало 3377 душ обоего пола.
Советская власть в селе Сасыкино была установлена в ноябре 1917 г. Наиболее активными борцами за ее установление были И. Ф. Беззаботнов, С. Н. Черников, Л. А. Коршунов. Первым председателем сельского Совета был избран Родион Васильевич Корнюхин.
От дореволюционных времен в селе Сасыкино почти ничего не сохранилось. Еще в ноябре 1917 г. местные крестьяне сожгли усадьбу Шредеров и разграбили ее инвентарь. В 1928 г. в селе Сасыкино было создано первое коллективное хозяйство — Сасыкинское сельскохозяйственное кредитное товарищество. C 1939 г. оно вошло в качестве отделения в состав колхоза «Путь Ленина», в 1960 г. — в состав совхоза «Шиловский», а с 1965 г. — в состав совхоза «Желудевский».
В 1969 г. в селе Сасыкино началось строительство промышленного комплекса по откорму крупного рогатого скота. Строительство велось на паях 23 колхозами и совхозами Шиловского района. В 1971 г. в селе Сасыкино был организован совхоз «Ибредский» (существовал до 1993 г.), который стал основной кормовой базой для межхозяйственного промкомплекса. С 1973 г. по 1999 г. его руководителем был В. С. Вольнов, кавалер ордена Дружбы народов.

## Экономика
По данным на 2015/2016 г. в селе Сасыкино Шиловского района Рязанской области расположено:
1. ООО «Ибредское», агропромышленное предприятие.

Реализацию товаров и услуг осуществляют несколько магазинов.

## Социальная инфраструктура
В селе Сасыкино Шиловского района Рязанской области имеются фельдшерско-акушерский пункт (ФАП), Сасыкинская основная общеобразовательная школа (филиал Желудевской СОШ), Сасыкинская начальная общеобразовательная школа-сад (филиал Желудевской СОШ) и Дом культуры.

## Транспорт
Основные грузо- и пассажироперевозки осуществляются автомобильным транспортом: село имеет выезды на проходящие поблизости автомобильную дорогу регионального значения Р125: «Ряжск — Касимов — Нижний Новгород»; и автомобильную дорогу федерального значения М-5 «Урал»: Москва — Рязань — Пенза — Самара — Уфа — Челябинск.

## Достопримечательности
- Памятник односельчанам, погибшим в Великой Отечественной войне 1941—1945 гг.

## Известные уроженцы
- Исаев Василий Яковлевич (1892+1972 гг.) — балтийский моряк, участник 1-й мировой и Гражданской войн. В 1919 г., рискуя жизнью, спас от потопления подводную лодку «Минога» на Каспийском море. В 1921—1925 гг. служил начальником отделения милиции Шиловской волости, занимался ликвидацией бандитизма на ее территории. Кавалер ордена Красного Знамени (1928 г.).[13]
- Цыганов Михаил Степанович (1921+2001 гг.) — гвардии рядовой, стрелок 208-го гвардейского стрелкового полка 69-й гвардейской стрелковой дивизии, Герой Советского Союза (1944 г.). Отличился при форсировании реки Днепр. Почетный гражданин пгт Шилово.